# Lophotaspis vallei
Lophotaspis vallei är en plattmaskart som först beskrevs av Stossich 1899.  Lophotaspis vallei ingår i släktet Lophotaspis och familjen Aspidogastridae. Inga underarter finns listade i Catalogue of Life.